# Cape Breton Post
 (mai 2025).
Si vous disposez d'ouvrages ou d'articles de référence ou si vous connaissez des sites web de qualité traitant du thème abordé ici, merci de compléter l'article en donnant les références utiles à sa vérifiabilité et en les liant à la section « Notes et références ».
Le Cape Breton Post est le seul journal quotidien de l'île du Cap-Breton, en Nouvelle-Écosse, au Canada. Basé à Sydney, ce journal anglophone se spécialise dans la couverture des nouvelles, des événements et du sport de l'île.
Le journal appartient à Transcontinental inc.. Il a ses propres correspondants mais inclut aussi des textes provenant de La Presse canadienne. The Chronicle Herald, qui possède un bureau à Sydney, dessert lui aussi la population de l'île.